# Philomèle (opéra)
 (août 2019).
Si vous disposez d'ouvrages ou d'articles de référence ou si vous connaissez des sites web de qualité traitant du thème abordé ici, merci de compléter l'article en donnant les références utiles à sa vérifiabilité et en les liant à la section « Notes et références ».
Pour les articles homonymes, voir Philomèle.
Personnages
Personnages principaux de la tragédie :
- Philomèle, Princesse Athénienne, Fille de Pandion, Roi d'Athènes, Amante d'Athamas (Dessus)
- Progné, Sœur de Philomèle, Épouse de Térée (Dessus)
- Térée, Fils de Mars, Roi de Thrace, Époux de Progné, Amant de Philomèle (Basse-taille)
- Athamas, Prince Athénien, Amant de Philomèle (Haute-contre)

Philomèle est une tragédie lyrique en cinq actes et un prologue écrite par Louis de La Coste sur un livret de Pierre-Charles Roy représentée par l'Académie royale de musique, le 20 octobre 1705 à Paris. L'œuvre fut imprimée la même année sous forme de partition réduite in quarto chez Christophe Ballard. Elle est l'une des deux ouvrages de Lacoste qui nous sont parvenus complètement, l'autre étant Télégone (1725).
L'intrigue de l'œuvre est inspiré du mythe de Philomèle, raconté dans les Métamorphoses d'Ovide. L'opéra fut accueilli avec succès et des reprises eurent lieu en 1709, en 1723 et en 1734 ainsi qu'à Lyon en 1742.
De nos jours, cette tragédie n'a guère été reprise. Pourtant, un extrait du prologue a été enregistré par le label Hypérion en. 2014 avec le chef d'orchestre Jeffrey Skidmore (en), son ensemble Ex Cathedra et la soprano britannique Carolyn Sampson, qui interprète le rôle de Vénus. Le CD porte le titre "A French Baroque Diva : Arias for Marie Fel".

## Personnages
| Personnages                                                                        | Tessitures                 | Création, 20 octobre 1705                         |
| ---------------------------------------------------------------------------------- | -------------------------- | ------------------------------------------------- |
| PERSONNAGES DU PROLOGUE                                                            |                            |                                                   |
| Vénus                                                                              | Dessus (Soprano)           | Marie-Catherine Poussin                           |
| Mars                                                                               | Basse-taille               | Jean Dun-père                                     |
| Un Berger                                                                          | Haute-contre (Ténor léger) | Pierre Chopelet                                   |
| Une Bergère                                                                        | Dessus                     | Mlle Vincent                                      |
| ACTEURS DE LA TRAGÉDIE                                                             |                            |                                                   |
| Térée, Fils de Mars, Roi de Thrace, Époux de Progné, Amant de Philomèle            | Basse-taille               | Gabriel-Vincent Thévenard                         |
| Philomèle, Princesse Athénienne, Fille de Pandion, Roi d'Athènes, Amante d'Athamas | Dessus                     | Françoise Journet                                 |
| Progné, Sœur de Philomèle, Épouse de Térée                                         | Dessus                     | Marie-Louise Desmatins                            |
| Athamas, Prince Athénien, Amant de Philomèle                                       | Haute-contre               | Jacques Cochereau                                 |
| Minerve                                                                            | Dessus                     | Mlle Loignon                                      |
| Cléone, Prêtresse de l'Hymen, Confidente de Progné                                 | Dessus                     | Françoise Desjardins                              |
| Élise, Magicienne, Confidente de Progné                                            | Dessus                     | Mlle Dupeyré                                      |
| Arcas, Confident de Térée                                                          | Haute-contre               | Pierre Chopelet                                   |
| Deux Athéniennes                                                                   | Dessus                     | Marie-Catherine Poussin; Jeanne-Marguerite Aubert |
| La Jalousie                                                                        | Taille (Baryténor)         | Jean-Louis Mantienne                              |
| Le Chef des Génies                                                                 | Haute-contre               | Claude Desvoyes                                   |
| Un Génie (Sous la forme d'un Matelot)                                              | Haute-contre               | Jean Boutelou                                     |